# Thysanocarpus conchuliferus
Thysanocarpus conchuliferus är en korsblommig växtart som beskrevs av Edward Lee Greene. Thysanocarpus conchuliferus ingår i släktet Thysanocarpus och familjen korsblommiga växter. Inga underarter finns listade i Catalogue of Life.